# Rafael Leszczyński
Rafael Leszczyński (1650 – Pleśnica, 31 de janeiro de 1703) foi um nobre polonês e pai do rei Estanislau I Leszczyński da Polônia.

## Biografia
Rafael Leszczyński era filho de Boleslau Leszczyński e Ana Dönhoff. Em 1676 casou-se com Ana Jabłonowska.
Seu filho Estanislau Leszczyński tornou-se rei da Polônia com apoio sueco em 1704 e reinou até 1709.
Sua neta, Maria Leszczyńska, casou-se em 1725 com o rei da França Luís XV.